# Sturmtief Paula
Das Sturmtief Paula war ein Sturmtief, das vom 26. bis zum 27. Januar 2008 durch Deutschland und Österreich zog. Der Sturm verursachte in weiten Teilen Österreichs erhebliche Schäden, insbesondere in der Forstwirtschaft einen der schwersten Waldschäden jeglicher Art seit 1945. In Österreich begann der Sturm in den frühen Morgenstunden des 27. Januar 2008 und erreichte je nach Region am Sonntagnachmittag bis in die Abendstunden mit Orkanstärke seinen Höhepunkt.
Da die Wetterereignisse in Österreich offiziell keinen Namen haben, wurde in vielen österreichischen Medien auf die durch die Freie Universität Berlin vergebene deutsche Patenschaft für das Sturmtief zurückgegriffen und der Name Paula verwendet (siehe Namensvergabe für Wetterereignisse).

## Wetterlage
Bereits am 26. Januar 2008 zog das Sturmtief Paula über Deutschland hinweg. Die höchsten registrierten Windgeschwindigkeiten wurden mit 126 km/h am Nachmittag in Glücksburg/Meierwik an der Flensburger Förde in Schleswig-Holstein sowie mit Orkanböen bis 140 km/h auf dem 1141,2 m ü. NHN hohen Brocken in Sachsen-Anhalt gemessen.
In weiten Teilen Österreichs erreichte Paula am darauf folgenden Sonntag, dem 27. Januar 2008 Orkanstärke (Beaufort 12). Die höchsten Geschwindigkeiten wurden am Schneeberg mit 230 km/h gemessen, am Feuerkogel in Oberösterreich waren es noch 165 km/h. Aber auch in Tallagen waren es noch in weiten Bereichen über 100 km/h. So wurden am Flughafen Graz 119 km/h gemessen, in Irdning im Ennstal wurde sogar ein Spitzenwert von 145 km/h im Tal gemessen. Im westlichsten Bundesland Vorarlberg wurden kaum Auswirkungen wahrgenommen. Die ZAMG hatte bereits am Mittwoch vorher die Landeswarnzentralen über die starken Stürme informiert, wobei keine genaue Ortsangaben gemacht werden konnten.
Die hohen Windgeschwindigkeiten in Österreich resultierten aus starken Druckunterschieden in der Erdatmosphäre. Während im Westen ein kräftiges Hoch, das Hoch Bernd, herrschte, gab es im Osten das ebenfalls starke Tief Paula. Dazwischen entstanden große Luftdruckunterschiede, die der Wind in annähernd Nord-Süd-Ausrichtung ausglich. Außergewöhnlich waren dabei aber nicht die hohen Geschwindigkeiten auf den Bergen, sondern jene in den Tallagen, die durch eine föhnige Komponente in der den Alpenkamm überquerenden Presswinde ihre Ursache hatte. Durch das vergleichsweise weit im Osten liegende Zentrum des Tiefdruckkomplexes waren im Unterschied zu üblichen atlantischen Sturmtiefs der Alpenost- und südostrand ausnehmend stark betroffen. Meteorologen meinten, dass ein Wintersturm dieser Stärke in Südostösterreich nur alle 20 bis 30 Jahre vorkomme. Der Orkan Emma vier Wochen später, wie auch die Orkane Kyrill (im Jahr davor) und die zwei schweren Vivian (1990) und Lothar (1999) hatten die Alpensüdseite kaum betroffen.

## Auswirkungen

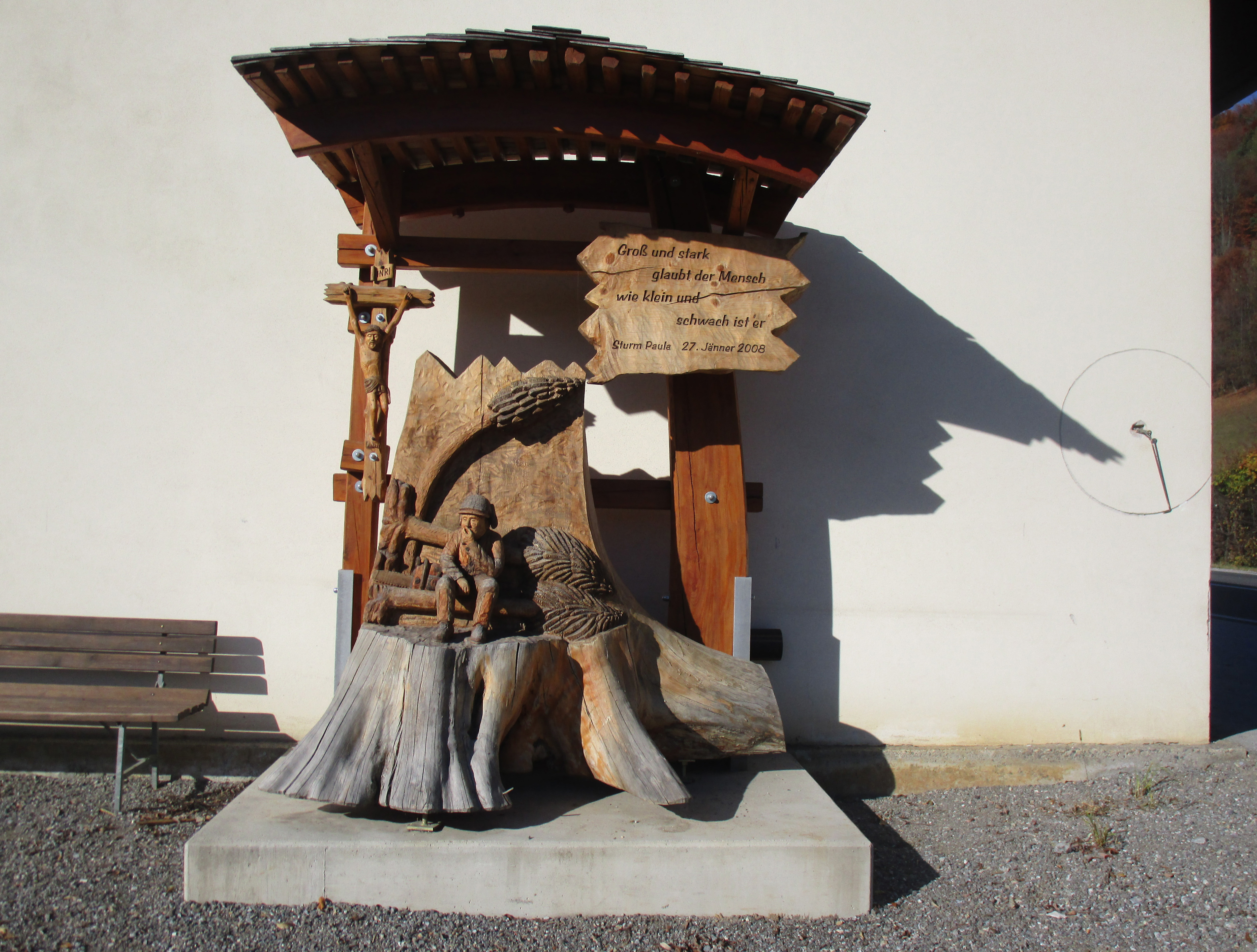
Denkmal Sturm Paula

Die Wirkung und die angerichteten Schäden waren in Österreich großflächig, und von ähnlichem Ausmaß wie bei Kyrill. Die größten Schäden richtete der Sturm in der Steiermark (weit heftiger als Kyrill, von dem die Alpensüdseite wenig betroffen war), im südlichen Niederösterreich, in Kärnten und teilweise in Oberösterreich an.
Nicht nur in den Wäldern wurde starker Windbruch hervorgerufen. Auch zahlreiche Störungen an den Verkehrsverbindungen waren die Folge. Sowohl die ÖBB als auch Straßenverbindungen waren stundenlang unterbrochen. Auf der Südbahn musste die Hauptstrecke wegen Oberleitungsschäden gesperrt werden. Auch ca. 100.000 Haushalte waren teilweise bis in die Nacht zum Montag ohne Strom, da immer wieder Bäume in die Leitungen fielen und sie unterbrachen. Allein in der Steiermark waren 750 Stromleitungen unterbrochen. Außerdem musste teilweise wegen der Gefährlichkeit bei den Reparaturen auf ein Nachlassen des Sturmes gewartet werden. Durch herabfallende Stromleitungen kam es auch vereinzelt zu Waldbränden, wie in der Obersteiermark. Auch am Montag waren mittags noch einige tausend Häuser in entlegenen Gegenden ohne Strom. Obwohl auch in Wien Spitzengeschwindigkeiten von 112 km/h gemessen wurden, war die Schadensbilanz nicht so hoch. Es kam nur immer wieder zu Beeinträchtigungen im Verkehr.
Während am Mittwoch die Stromversorgung in Kärnten nahezu wiederhergestellt war, waren in der Steiermark noch immer 1200 Haushalte ohne Strom. Auch die Südbahn zwischen Frohnleiten und Bruck an der Mur war nur eingeschränkt möglich.

## Schäden
Durch umherfliegende Teile wurden 17 Personen verletzt. Es fanden aber keine lebensbedrohlichen Unfälle statt. Allerdings waren bei den Aufräumungsarbeiten im Forst in der folgenden Woche zwei Tote zu beklagen.
Schwere Schäden traten in verbauten Gebieten auf. So sprach die Berufsfeuerwehr Graz mit 403 konkreten Einsatzaufgaben und weiteren hunderten Notrufen und Anfragen von einem der intensivsten Katastropheneinsätze in der Geschichte der Berufsfeuerwehr. Laut Österreichischem Bundesfeuerwehrverband rückten bis Sonntag Abend 1.065 Feuerwehren mit 15.870 Helfern zu 4.560 Einsätzen aus. Das Bundesheer wurde zur Assistenzleistung angefordert. Dienstag begannen Soldaten des Pionierbataillons mit dem Freimachen von Verkehrswegen von Orten im Bezirk Feldkirchen, die noch immer von der Außenwelt abgeschnitten waren. Im restlichen Europa richtete das Sturmtief vergleichsweise geringe Schäden an.
Den versicherten Schaden schätzen die Versicherungen auf zirka 70 bis 90 Millionen Euro; der Windbruch ist dabei nicht eingeschlossen, da dieser nicht versicherbar ist, er wird aber mindestens ebenso hoch eingeschätzt. Schätzungen über den mittelbaren Schaden belaufen sich auf etwa 280 Millionen Euro.

## Forstwirtschaftliche Folgen von Paula und Emma
Nach ersten Schätzungen haben die beiden Stürme Paula und Emma – Anfang März – in Österreich einen Waldschaden angerichtet, der den Rekordschaden von Vivian/Wiebke 1990 erreicht und bei weitem den von Kyrill im Jahre 2007 übertrifft. Insgesamt wird von 6,2 Millionen Erntefestmeter Sturmholz durch Paula  und geschätzten 1,9 Millionen Festmeter durch Emma  ausgegangen (Vivian/Wiebke: ~7,5 Mio. Efm; Kyrill: 3,4 Mio. Efm). Paulas Schadwirkung traf besonders den Vorland- und Alpenraum im Südosten, davon die Steiermark mit 4 Mio. fm, was ein Mehrfaches des Schadens des Orkans Kyrill ist und fast einem Ganzjahreseinschlag entsprach. In Kärnten wurden etwa 1,5 Mio. fm umgeworfen. Forstexperten sprechen von einer der schwersten Schadenslage im südostösterreichischen Wald seit dem Zweiten Weltkrieg. Emma wirkte sich vornehmlich auf die Voralpen Tirols und Oberösterreichs aus.
Im Unterschied zu Kyrill, dessen Schadwirkung in den anfangs holzknappen Winter 2006/2007 gefallen war, wirken sich die Schäden von Paula und Emma nach den beiden extrem warmen Wintern negativ auf den Holzpreis aus. Erleichternd ist die europaweit vergleichsweise geringe Schadholzmenge, erschwerend kommt aber der umfangreiche Schneebruch nach dem besonders schneereichen Winter der Alpen-Südlagen hinzu.
Es bestand wie bei allen Winterstürmen akute Gefahr einer Borkenkäferplage, was etwa nach Vivian/Wiebke zu weiteren knapp 2 Mio. Efm Verlust geführt hatte. Außerdem wurden Verklausungen befürchtet, falls größere Niederschläge folgen sollten, bevor das Totholz beseitigt wäre.
Das Bundesland Kärnten wirkte dem Problem mit der Zurverfügungstellung von Nasslagern entgegen, damit die Forstwirte das Bruchholz schnell aufarbeiten konnten, es aber nicht sofort verkaufen mussten.
Nach Vivian, die unter anderem besonders in den Hochlagen Schäden angerichtet hatte, zeigten sich jahrelang zunehmend schwere Vermurungen durch die langsam fortschreitende Bodenlockerung (insbesondere beim Jahrhundertregen im Sommer 1997). Die österreichischen Bundesforste planten Neuaufforstungen so schnell wie möglich, aber unter größerer Berücksichtigung der Sturmresistenz der Wälder durchzuführen. Nachdem in Zukunft mit gehäuften Wettersituationen wie dieser zu rechnen war, startet das Austrian Institute of Technology in Seibersdorf ein Forschungsprogramm, bei welchem sturmresistente Fichten gezüchtet werden sollten, um damit neu aufzuforsten.
Paula erreichte gemeinsam mit Emma den Schaden durch Vivian/Wiebke 1990 wie auch den Schneebruch von 1979 mit etwa 6 Mio. Efm, stellt sich also als eines der folgenschwersten forstwirtschaftlichen Schadereignisse der zweiten Republik heraus.